# Nardostachys chinensis
Nardostachys chinensis là một loài thực vật có hoa trong họ Kim ngân. Loài này được Batalin mô tả khoa học đầu tiên năm 1894.